# Isaac Rodrigues de Lima
Isaac Rodrigues de Lima (Teresina, 24 aprile 2004) è un calciatore brasiliano, centrocampista dell'Athl. Paranaense.

## Carriera
Nato a Teresina, ha iniziato a giocare a calcio nelle squadre locali prima di passare al futsal a nove anni. A 15 anni ha firmato con il River, dove giocava suo fratello Jean Carlos. L'anno successivo, dopo aver considerato di abbandonare il calcio, ha effettuato un provino al Fluminense dove si è trasferito nel 2021.
Ha debuttato in prima squadra il 18 gennaio 2023 in una gara del Campionato Carioca vinta 1-0 contro il Nova Iguaçu come sostituto di Lima nel secondo tempo. Il 5 aprile dello stesso anno ha prolungato il contratto fino al 2027.

## Statistiche

### Presenze e reti nei club
Statistiche aggiornate al 5 novembre 2023.
| Stagione        | Squadra         | Campionato      | Campionato | Campionato | Coppe nazionali | Coppe nazionali | Coppe nazionali | Coppe continentali | Coppe continentali | Coppe continentali | Altre coppe | Altre coppe | Altre coppe | Totale | Totale | Totale |
| Stagione        | Squadra         | Comp            | Pres       | Reti       | Comp            | Pres            | Reti            | Comp               | Pres               | Reti               | Comp        | Pres        | Reti        | Pres   | Reti   |        |
| --------------- | --------------- | --------------- | ---------- | ---------- | --------------- | --------------- | --------------- | ------------------ | ------------------ | ------------------ | ----------- | ----------- | ----------- | ------ | ------ | ------ |
| 2023            | Fluminense      | A/RJ+A          | 2+5        | 0          | CB              | 2               | 0               | CL                 | 1                  | 0                  |             | -           | -           | 10     | 0      |        |
| Totale carriera | Totale carriera | Totale carriera | 7          | 0          |                 | 2               | 0               |                    | 1                  | 0                  |             | -           | -           | 10     | 0      |        |

## Palmarès

### Club

#### Competizioni internazionali
- Coppa Libertadores: 1

Fluminense: 2023